# Chlorid osmičitý
Chlorid osmičitý (OsCl4) je anorganická sloučenina patřící mezi halogenidy s prvkem v oxidačním čísle IV.
Vytváří načervenalo-černé kosočtverečné krystaly, ve kterých jsou atomy osmia uspořádány do tvaru osmistěnu.

## Příprava
Chlorid osmičitý se připravuje rozpouštěním oxidu osmičelého v koncentrované kyselině chlorovodíkové (ta zde působí jako redukční činidlo):
OsO4 + 8 HCl → OsCl4 + 4 H2O + 2 Cl2.
nebo zahříváním elementárního osmia při vysokém tlaku:
Os + 2 Cl2 → OsCl4.

## Reakce
Oxid osmičelý může být vytvořen oxidací chloridu osmičelého chlornanem sodným:
OsCl4 + 4 NaClO → OsO4 + 4 NaCl + 2 Cl2.

## Podobné sloučeniny
- Oxid osmičitý
- Chlorid železitý
- Chlorid ruthenitý